# Martin Kmetec

Ärkebiskop Martin Kmetec vapen.

Martin Kmetec O.F.M. Conv., född 10 november 1956 i Ptuj i Slovenien, är en slovensk katolsk franciskan, präst samt sedan den 2 februari 2021 ärkebiskop i Izmirs ärkestift i Turkiet.

## Biografi
Kmetec prästvigdes 1983 i Ptujska Gora. Efter akademiska studier vid universitetet i Ljubljana disputerade han 2010 på en avhandling om interreligiös dialog. Avhandlingen anges innehålla en sammanställning av den historiska utvecklingen i Turkiet de senaste två århundradena, där Kmetecs kännedom om islam samt arabisk och turkisk kultur bidrar till en tydlig och välgrundad analys om relationen mellan det sekulära Turkiet och islam.
Från 2011 till 2021 var han kyrkoherde i distriktet Büyükdere i Istanbul. Sedan den 2 februari 2021 är han ärkebiskop i Izmirs ärkestift i Turkiet.